# Martina
Martina je žensko osebno ime.

## Izvor imena
Ime je ženska oblika moškega osebnega imena Martin.

## Različice imena
Martinka, Martinca, Martine

## Tujejezikovne različice imena
- pri Angležih, Čehih, Italijanih, Madžarih, Slovakih: Martina
- pri Francozih in Norvežanih: Martine
- pri Poljakih: Martyna

## Pogostost imena
Po podatkih Statističnega urada Republike Slovenije je bilo na dan 31. decembra 2007 v Sloveniji število ženskih oseb z imenom Martina: 7.772. Med vsemi ženskimi imeni pa je ime Martina po pogostosti uporabe uvrščeno na 26. mesto.

## Osebni praznik
V koledarju je ime Martina zapisano 30. januarja (Martina,rimska devica in mučenka, † 30.jan. v 3.stol.), osebe z imenom Martina pa lahko godujejo skupaj z Martini, zlasti na Martinovo 11. novembra.